# Puchar Świata w narciarstwie alpejskim mężczyzn 1973/1974
Puchar Świata w narciarstwie alpejskim mężczyzn sezon 1973/1974 to 8 edycja tej imprezy. Cykl ten rozpoczął się we francuskim Val d’Isère 8 grudnia 1973 roku, a zakończył 10 marca 1974 roku w czechosłowackiej miejscowości Vysoké Tatry.

## Podium zawodów

### indywidualnie
| Lp                                                                  | Data             | Miejsce                | Konkurencja | Zwycięzca                 | 2. miejsce                   | 3. miejsce                                      |
| 1.                                                                  | 8 grudnia 1973   | Val d’Isère            | gigant      | Hans Hinterseer           | Helmuth Schmalzl             | Piero Gros                                      |
| 2.                                                                  | 10 grudnia 1973  | Val d’Isère            | zjazd       | Herbert Plank             | Werner Grissmann             | Franz Klammer                                   |
| 3.                                                                  | 14 grudnia 1973  | Vipiteno               | slalom      | Piero Gros                | Johann Kniewasser            | Christian Neureuther                            |
| 4.                                                                  | 16 grudnia 1973  | Saalbach               | gigant      | Hubert Berchtold          | Thomas Hauser                | Hans Hinterseer                                 |
| 5.                                                                  | 20 grudnia 1973  | Zell am See            | zjazd       | Karl Cordin               | Roland Collombin             | Peter Feyersinger Manfred Grabler Josef Walcher |
| 6.                                                                  | 22 grudnia 1973  | Schladming             | zjazd       | Franz Klammer             | Roland Collombin             | Bernhard Russi                                  |
| 7.                                                                  | 5 stycznia 1974  | Garmisch-Partenkirchen | slalom      | Christian Neureuther      | Gustav Thöni                 | Hansjörg Schlager                               |
| 8.                                                                  | 6 stycznia 1974  | Garmisch-Partenkirchen | zjazd       | Roland Collombin          | Franz Klammer                | Herbert Plank                                   |
| 9.                                                                  | 7 stycznia 1974  | Berchtesgaden          | gigant      | Piero Gros                | Gustav Thöni                 | Erwin Stricker                                  |
| 10.                                                                 | 12 stycznia 1974 | Morzine                | zjazd       | Roland Collombin          | Franz Klammer                | Philippe Roux                                   |
| 11.                                                                 | 13 stycznia 1974 | Morzine                | gigant      | Piero Gros                | Hans Hinterseer              | Gustav Thöni                                    |
| 12.                                                                 | 19 stycznia 1974 | Wengen                 | zjazd       | Roland Collombin          | Franz Klammer                | Herbert Plank                                   |
| 13.                                                                 | 20 stycznia 1974 | Wengen                 | slalom      | Christian Neureuther      | Fausto Radici                | David Zwilling                                  |
| 14.                                                                 | 21 stycznia 1974 | Adelboden              | gigant      | Gustav Thöni              | Piero Gros                   | Hans Hinterseer                                 |
| 15.                                                                 | 26 stycznia 1974 | Kitzbühel              | zjazd       | Roland Collombin          | Stefano Anzi Giuliano Besson |                                                 |
| 16.                                                                 | 27 stycznia 1974 | Kitzbühel              | slalom      | Hans Hinterseer           | Johann Kniewasser            | Gustav Thöni                                    |
| 23. Mistrzostwa Świata w Narciarstwie Alpejskim 1974 – Sankt Moritz |                  |                        |             |                           |                              |                                                 |
| 17.                                                                 | 2 marca 1974     | Voss                   | gigant      | Gustav Thöni              | Hans Hinterseer              | Ingemar Stenmark                                |
| 18.                                                                 | 3 marca 1974     | Voss                   | slalom      | Piero Gros                | Ingemar Stenmark             | Johann Kniewasser                               |
| 19.                                                                 | 7 marca 1974     | Zakopane               | slalom      | Francisco Fernández Ochoa | Gustav Thöni                 | Hans Hinterseer                                 |
| 20.                                                                 | 9 marca 1974     | Vysoké Tatry           | gigant      | Piero Gros                | Ingemar Stenmark             | Hans Hinterseer                                 |
| 21.                                                                 | 10 marca 1974    | Vysoké Tatry           | slalom      | Gustav Thöni              | Ingemar Stenmark             | Francisco Fernández Ochoa                       |

## Końcowa klasyfikacja generalna
| Miejsce | Zawodnik             | Punkty |
| ------- | -------------------- | ------ |
| 1.      | Piero Gros           | 181    |
| 2.      | Gustav Thöni         | 165    |
| 3.      | Hans Hinterseer      | 162    |
| 4.      | Roland Collombin     | 140    |
| 5.      | Franz Klammer        | 125    |
| 6.      | Erwin Stricker       | 98     |
| 7.      | David Zwilling       | 95     |
| 8.      | Johann Kniewasser    | 67     |
| 9.      | Christian Neureuther | 66     |
| 9.      | Herbert Plank        | 66     |

### Zjazd (po 7 z 7 konkurencji)
| Miejsce | Zawodnik         | Punkty |
| ------- | ---------------- | ------ |
| 1.      | Roland Collombin | 120    |
| 2.      | Franz Klammer    | 100    |
| 3.      | Herbert Plank    | 66     |
| 4.      | Werner Grissmann | 40     |
| 4.      | Bernhard Russi   | 40     |

### Slalom gigant (po 7 z 7 konkurencji)
| Miejsce | Zawodnik         | Punkty |
| ------- | ---------------- | ------ |
| 1.      | Piero Gros       | 110    |
| 2.      | Hans Hinterseer  | 95     |
| 3.      | Gustav Thöni     | 85     |
| 4.      | Helmuth Schmalzl | 55     |
| 5.      | Erwin Stricker   | 48     |

### Slalom (po 7 z 7 konkurencji)
| Miejsce | Zawodnik             | Punkty |
| ------- | -------------------- | ------ |
| 1.      | Gustav Thöni         | 80     |
| 2.      | Christian Neureuther | 65     |
| 3.      | Johann Kniewasser    | 63     |
| 4.      | Piero Gros           | 61     |
| 5.      | Hans Hinterseer      | 56     |

### Drużynowo
| Miejsce | Kraj       | Punkty |
| ------- | ---------- | ------ |
| 1.      | Włochy     | 705    |
| 2.      | Austria    | 696    |
| 3.      | Szwajcaria | 280    |
| 4.      | RFN        | 124    |
| 5.      | Szwecja    | 62     |